# (15974) 1998 FL103
A (15974) 1998 FL103 a Naprendszer kisbolygóövében található aszteroida. A LINEAR projekt keretében fedezték fel 1998. március 31-én.